# El Pípila (Tabasco)
El Pípila es un ejido del municipio de Balancán ubicado en la subregión de los Ríos del estado mexicano de Tabasco.

## Geografía
La localidad se ubica a 18.7 kilómetros (en dirección sur) de la localidad de Balancán de Domínguez, la cabecera y lugar más poblado del municipio. Se sitúa en las coordenadas geográficas 17°57′47″N 91°36′00″O / 17.963056, -91.600000, a una elevación de 14 metros sobre el nivel del mar.

## Demografía
Según el Conteo de Población y Vivienda 2020, efectuado por el Instituto Nacional de Estadística y Geografía, la localidad de El Pípila tiene 486 habitantes, de los cuales 253 son del sexo masculino y 233 del sexo femenino. Su tasa de fecundidad es de 2.54 hijos por mujer y tiene 136 viviendas particulares habitadas.
| Gráfica de evolución demográfica de El Pípila entre 1970 y 2020 |
|                                                                 |
| INEGI.                                                          |